# Alderaan
Alderaan är en fiktiv jordlik planet i Star Wars, och prinsessan Leias, Bail Organas och Ulic Qel Dromas (stred i Stora Sithkriget) hemplanet.
Planeten ligger centralt belägen i galaxen och är en av de viktigare med en befolkning på två miljarder invånare. Efter klonkrigen avskaffades vapen på planeten. Härskaren över planeten är senatorn Bail Organa som adopterade Padmé Amidalas enda dotter Leia för att inte avslöja att Darth Vader är hennes biologiska far.
I filmen Stjärnornas krig förintas planeten av Dödsstjärnan, på order av Grand Moff Tarkin och Darth Vader.
Den förekommer också i filmen Mörkrets hämnd (som utspelar sig före "Stjärnornas krig").
Planeten förekommer även i TV-spelen.